# San José, Hidalgo
San José är en ort i Mexiko.   Den ligger i kommunen Tlanchinol och delstaten Hidalgo, i den sydöstra delen av landet, 190 km norr om huvudstaden Mexico City. San José ligger 431 meter över havet och antalet invånare är 1 126.
Terrängen runt San José är kuperad åt nordväst, men åt sydost är den bergig. Runt San José är det ganska tätbefolkat, med 86 invånare per kvadratkilometer. Närmaste större samhälle är Huejutla de Reyes, 19,8 km öster om San José. I omgivningarna runt San José växer i huvudsak städsegrön lövskog.